# Jamie Hyneman
James Earl "Jamie" Hyneman (n. 25 septembrie 1956, Marshall, Michigan, SUA) este un expert în efectele speciale, cel mai bine știut ca co-prezentatorul emisiunii MythBusters. De asemenea, el este fondatorul M5 Industries, un atelier de efecte speciale unde se filmează MythBusters.  El a participat și în BattleBots cu robotul său Blendo, care, pentru un timp, a fost considerat prea periculos pentru a intra în competiție.

## Viața
Născut în Marshall, Michigan, dar crescut în Columbus, Indiana, Hyneman a obținut masteratul în limba și literatura rusă. În CV-ul lui apar o mulțime de activități, incluzând scafandru, expert în supraviețuirea în natură, căpitan de navă, lingvist, deținător de magazin de animale, salvator de animale, lăcătuș, inspector de ciment și bucătar-șef. Cum menționează în mitul "Hammer Drop", el are o ușoară acrofobie (frica de înălțimi). Hyneman se identifică puternic cu scepticii și este ateu.
El este căsătorit cu o profesoară de știință la un liceu local de 20 de ani, întâlnindu-se în timp ce Jamie făcea scufundări în apropierea Virgin Islands.

## Cariera

### MythBusters
O parte distinctivă a vestimentației sale o reprezintă bereta neagră și cămașa albă. Acestea, împreună cu mustața sa în stil walrus și vocea puternică, sunt subiecte ocazionale pe care co-prezentatorul Adam Savage și alți membrii le folosesc pentru a-l supăra. În unele episoade se poate observa un panou pe care scrie "Curăță sau mori" ("Clean Up or Die"), ce exprimă dorința lui de a ține lucrurile curate și ordonate prin atelier. El este cunoscut pentru calmul său, logica și purtarea sa exemplară, în contrast cu Adam Savage care este dezechilibrat și are un comportament juvenil. Ideile lui Hyneman sunt mai simple, spunând de câteva ori că vrea "să construiască lucrurile cât mai simplu posibil" și "mai multă unsoare, mai puțină eleganță". Acest lucru a dus la realizarea unor competiții între cei doi, cum ar fi testarea mitului memoriei peștișorului de aur sau a planșei plutitoare.
Cele mai importante realizări în reclame sunt automatul care aruncă cutii de suc din reclamele 7 Up și adidasul cu două roți din reclamele pentru Nike.

### Apariții în filme
El și Adam Savage au jucat rolul a doi vânzători de armament în The Darwin Awards. Ei apar într-o mașină-rachetă, mașină pe care au reprodus-o în episodul pilot al MythBusters.

### Apariția înCSI
Jamie Hyneman și Adam Savage au avut o scurtă apariție în CSI: Crime Scene Investigation pe 1 mai 2008, în episodul "The Theory of Everything."

## Legături externe
- M5 Industries
- Jamie Hyneman's Patent for Remote control device with gyroscopic stabilization and directional control
- Jamie Hyneman la Internet Movie Database
- Biografia lui Jamie Hyneman la Discovery Channel